# Saints and Sinners (film, 1916)
Pour plus de détails, voir Fiche technique et Distribution.
Saints and Sinners est un film muet américain de 1916, réalisé par James Kirkwood Sr. et écrit par Hugh Ford et Henry Arthur Jones. Le film est interprété par Estar Banks, Hal Forde, Clarence Handyside, Peggy Hyland, William Lampe et Horace Newman. Le film est sorti le 25 mai 1916 par Paramount Pictures.

## Synopsis
Un homme nommé George aime une fille de prédicateur, mais elle ne semble pas l’aimer en retour. Son père  est scandalisé qu'elle passe du temps avec un homme de mauvaise réputation. Finalement, les personnages du film doivent faire face à une épidémie de scarlatine.